# Henry Francis Oakeley
Henry Francis Oakeley ( 1941) es un botánico inglés
Se ha especializado en orquídeas, especialmente de Sudamérica. Es investigador asociado del Herbario de los Reales Jardines Botánicos de Kew. Además lo es en Jardín Botánico de Singapur, miembro del "Real Colegio de Médicos de Londres, Advisor del "Jardín de Chelsea", presidente de la "Sociedad de Orquídeas de Gran Bretaña".

## Algunas publicaciones
- 2008. Lycaste, Ida and Anguloa: The Essential Guide. 444 pp. 2000 ils. ISBN 978-0-9521461-1-7.

- 1999. Anguloa : The Species, the hybrids and a checklist of Angulocastes. Orchid Digest 63 (4).

- 1999. A Revision of the Genus Anguloa. Japan Orchid Society Orchids 38: 17–38

- 1999. A Revision of the Genus Anguloa. Orquideologia 21 (2): 159–213

- 1993. Lycaste Species: The Essential Guide. ISBN 0-9521461-0-X

- 1989. A plant of Sobralia macrantha. Plantsman 11(3): 185-187
- La abreviatura «Oakeley» se emplea para indicar a Henry Francis Oakeley como autoridad en la descripción y clasificación científica de los vegetales.[1]

A febrero de 2015 se poseen 235 registros IPNI de sus identificaciones y clasificaciones de nuevas especies, publicando habitualmente en : Orchid Rev. Suppl.; Orchidee (Hamburgo); Orquideologia; Orchids (Tokio); Orchid Digest; Amer. Orchid Soc. Bull.; Brittonia